# Rive Droite (Auxerre)
Pour les articles homonymes, voir Rive droite.
Le quartier Rive Droite est un quartier populaire de la ville d'Auxerre à l'est de la ville sur la rive droite de l'Yonne.

## Description
L'ensemble résidentiel compte 3656 habitants, il comprend les ensembles des Plattes, des Mignottes, des Vauviers, de la Croix du Sud et de la Cité d'Egriselles. Ensemble construit principalement dans les années 1960, le quartier prioritaire est aujourd'hui soumis à la réhabilitation urbaine,. La Gare Auxerre-Saint-Gervais est située sur le quartier. Rive Droite est aussi la voie d'accès routière pour le trafic en provenance de Troyes et Saint-Florentin par la (RN77) mais aussi par Dijon et Avallon (RN6).
Le Parc Exposition Auxerrexpo est également situé sur le quartier.